# 中張又張
中張又張（なかはりまたはり）は、吉本興業（よしもとクリエイティブ・エージェンシー）所属のお笑いコンビ。
2010年結成、大阪NSC32期生。5upよしもとを中心に活動していた。
2013年12月31日、5upカウントダウンライブをもってコンビ解消する事を発表。

## メンバー
白井 伸大（しらい のぶひろ、1987年8月14日 - ）
ボケ担当。
立ち位置は向かって左。
大阪府八尾市出身、A型。
同期とルームシェアをしている。
ブレイクダンスが得意である。
2014年1月4日に元「木星」の三久保、元「メロウモロウ」の中村直哉とともにトリオ「トリプルスペイン」を結成したが、2015年2月10日に解散。その後はピン芸人・大自然白井として活動を続け、2015年7月7日に同期の里龍之介とコンビ「大自然」を結成する事を発表した。
高道 大輔（たかみち だいすけ、1988年3月29日 - ）
ツッコミ担当。
立ち位置は向かって右。
大阪府八尾市出身、A型。
身長が186cmあり、モデル活動をしていたことがある。
趣味は競馬・釣り。
コンビ解散を機に芸能界を引退した。引退後は大阪府警の警察官をしている。

## 概要
2人は高校時代の同級生である。手作りの小道具を使ったコントが多い。

## 出演

### テレビ
- 千鳥のぼっけぇTV!（GAORA）
- オールザッツ漫才（毎日放送）FootCutバトル
- うまンchu（関西テレビ） 馬券生活
- もってる!? モテるくん（読売テレビ、2013年7月6日 - 9月28日）
- 知ればギョーテン!? 世界丸はだかリサーチ（2013年、関西テレビ）

### ラジオ
- ハンドレッドレディオ 第2部 中張又張・アキナのクール番長（MBSラジオ、2013年7月4日 - 9月26日）
- オンスト（YES-fm、2013年7月4日 - 2013年9月25日） - 木曜日

## 出囃子
ジリオラ・チンクェッティ「La Pioggia 〔雨〕」